# Béguelin (espion)
 (février 2023).
Si vous disposez d'ouvrages ou d'articles de référence ou si vous connaissez des sites web de qualité traitant du thème abordé ici, merci de compléter l'article en donnant les références utiles à sa vérifiabilité et en les liant à la section « Notes et références ».
 (février 2023).
Pour les articles homonymes, voir Béguelin.
Béguelin (c. 1675 – c. 1755) est le nom d'un espion cité par Casanova dans son Histoire de ma fuite des prisons de la république de Venise qu'on appelle les Plombs, paru en 1787.

## Biographie
Né Français, il s'était mis au service de la république de Venise et avait participé, dans les années 1710, à la guerre vénéto-austro-ottomane sous les ordres du comte de Schulembourg à qui il servait comme espion. Il se déguisait en Turc et se rendait ainsi au camp des Ottomans mais, en même temps qu'il servait le comte de Schulembourg, il servait aussi le grand vizir ; ayant été démasqué, il échappa à la peine de mort mais fut condamné à la détention à vie et envoyé dans une cellule des prisons souterraines du palais des Doges, à Venise.

Casanova écrit à propos de ces prisons : « ces prisons souterraines ressemblent parfaitement à des tombeaux ; mais on les appelle les Puits, parce qu'il y a toujours deux pieds d'eau qui y pénètre de la mer par la même grille au travers de laquelle ils reçoivent un peu de lumière : cette grille n'a qu'un pied carré. À moins que le malheureux condamné à vivre dans ces cloaques impurs ne veuille prendre un bain d'eau salée, il est obligé de se tenir toute la journée assis sur un tréteau où se trouve une paillasse et qui lui sert de garde-manger. Le matin on lui donne une cruche d'eau, une pauvre soupe et une ration de pain de munition qu'il est obligé de manger de suite, s'il ne veut qu'il devienne la proie des gros rats de mer qui abondent dans ces horribles demeures ».
Béguelin mourut après trente-sept ans de détention en 1755 ou 1756, lorsque Casanova était emprisonné dans la célèbre prison vénitienne des Plombs.